# Sloezjba Vnesjnej Razvedki

Logo SVR

De Sloezjba Vnesjnej Razvedki van Rusland of SVR (Russisch: Служба внешней разведки России; "Dienst Buitenlandse veiligheid van Rusland") is de belangrijkste Russische buitenlandse inlichtingen- en veiligheidsdienst. De SVR verzamelt en onderzoekt zaken die belangrijk geacht worden voor de Russische staat; bestaande en dreigende dreigingen zoals acties en plannen van andere staten, organisaties en personen en geeft ondersteuning aan de realisatie van staatsmaatregelen met betrekking tot de veiligheid. De SVR werkt samen op het gebied van terrorismebestrijding en neemt deel aan informatiedeling-overeenkomsten met buitenlandse veiligheidsorganisaties.
De SVR ontstond uit de KGB na het uiteenvallen van de Sovjet-Unie. In oktober 1991 nam de Tsentralnaja Sloezjba Razvedki of TSR (Centrale Inlichtingendienst) de inlichtingenverzamelingstaken en onderzoekstaken over van het Eerste Hoofddirectoraat van de KGB. In november 1991 werd de directeur van het Eerste Hoofddirectoraat, Jevgeni Primakov benoemd tot directeur van de CSR, die daarop in december werd hernoemd tot SVR.

## Directeuren
| Sergej Narysjkin       | 22 september 2016 - nu-->          |
| Michail Fradkov        | 6 oktober 2007 - 22 september 2016 |
| Sergej Lebedev         | 21 mei 2000 - 6 oktober 2007       |
| Vjatsjeslav Troebnikov | 9 januari 1996 - 21 mei 2000       |
| Jevgeni Primakov       | 6 november 1991 - 9 januari 1996   |